# Брасси, Томас, 1-й граф Брасси
Томас Брасси (англ. Thomas Brassey, 1st Earl Brassey; 11 февраля 1836 — 23 февраля 1918) — английский экономист и политик.

## Биография
Томас Брасси родился 11 февраля 1836 года в Стаффорде. Окончив школу в Рагби и Оксфордский университет, он женился в 1860 году на наследнице фирмы «Allnutt & Co.» и пустился в большие торговые предприятия, преимущественно железнодорожные и кораблестроительные. Чисто экономические вопросы, связанные с этими громадными предприятиями, скоро обратили на себя его внимание, и разработке их он посвятил ряд исследований: «Work and wages», «British seamen», «Foreign work and Englisch wages» и «The British navy».
В ноябре 1866 года Брасси был выбран в парламент и оставался в нем без перерыва до 1886 года. В нижней палате его авторитет во всех вопросах, касающихся железных дорог и морского дела, был скоро и единогласно признан. В то же время он принимал деятельное участие в различных комиссиях, какова, например, была комиссия о снабжении средствами защиты английских колоний и др. 
При образовании второго министерства Гладстона в 1880 году Брасси сделан civil-lord’ом, а в 1884 году — секретарем адмиралтейства. В июле 1886 году, по случаю отставки Гладстона, Брасси был сделан лордом.
В 1876—1877 гг. Брасси с семьёй совершил кругосветное путешествие на своей личной яхте; книгу об этом путешествии опубликовала его жена, леди Анни Брасси.